# Rhoda Broughton

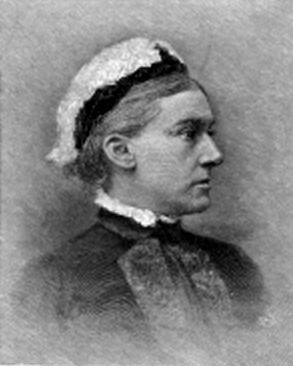
Rhoda Broughton

Rhoda Broughton (* 29. November 1840 in Denbigh, Wales; † 5. Juni 1920 in Headington Hill bei Oxford) war eine walisische Unterhaltungsschriftstellerin.

## Leben
Rhoda Broughton war die Nichte des bekannten Schriftstellers Sheridan le Fanu. Sie wurde von ihrer Familie schon früh auf die Literatur aufmerksam gemacht und von ihrem Onkel entsprechend gefördert. Ihr erster Roman erschien in Le Fanus Zeitschrift Dublin Review. Als Autorin war Broughton zu ihrer Zeit sehr erfolgreich und auch skandalumwittert, da ihre meist jugendlichen Heldinnen durchaus körperliche Begierden zeigten. Ihre letzten Lebensjahre verbrachte sie in Headington Hill, wo sie auch starb.

## Werke
Rhoda Broughton verfasste eine große Zahl von Romanen und auch Erzählungen. Sie zählt zu den großen und populären viktorianischen Unterhaltungsschriftstellerinnen.
- Cometh up as a flower, 1867
- Not wisely, but too well, 1867
- Red as a rose is she, 1870
- Good-bye, sweetheart!, 1872
- Nancy, 1873
- Tales for Christmas Eve, 1873
- Joan, 1876
- Second thoughts, 1880
- Belinda, 1883
- Doctor Cupid, 1886
- Alas!, 1890
- Mrs. Bligh, 1892
- A beginner, 1893
- Scylla or Charybdis?, 1895
- Dear Faustina, 1897
- Foes in law, 1899
- The game and the candle, 1899
- Lavinia, 1902
- Scherben, dt. Wien 1902
- A waif's progress, 1905
- Mamma, 1908
- The devil and the deep sea, 1910
- Between two stools, 1912
- Concerning a vow, 1914
- A thorn in the flesh, 1917
- A fool in her folly, 1920
- Geistergeschichten, dt. 2004